# Beculești (okręg Aluta)
Beculești – wieś w Rumunii, w okręgu Aluta, w gminie Cârlogani. W 2011 roku liczyła 120 mieszkańców.